# 戴志強
戴志强（1944年—），男，浙江绍兴人，生于上海，中国钱币学家，曾任河南安阳博物馆副馆长、中国人民银行货币发行司副司长、中国钱币博物馆馆长等职。

## 生平

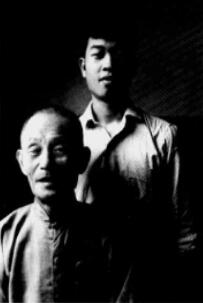
戴葆庭与戴志强父子，拍摄于1961年夏

戴志强父亲戴葆庭是浙江绍兴人，中国著名钱币收藏家、钱币学家，上海泉币学社发起人之一。1944年，戴志强出生于上海。1953年夏，戴家搬到上海江西中路，因父母在广东路古玩市场经营一家钱币专营店，戴志强放学经过时常去逗留。高中时，数理化成绩优异的戴志强决定大学学习文史经济来做好钱币研究。1961年，戴志强考入复旦大学，就读于历史系历史地理专业。1964年，因中宣部时任副部长周扬敦促国内加强世界史研究，复旦历史系设立世界史专业，戴志强按学校安排转学世界史，1966年以亚非拉美民族解放运动史专业（简称世界史专业）毕业。因时值文化大革命，戴志强的分配方案由留校变为到上海《解放日报》，并最终变为到河南安阳工作。
1978年，时任河南安阳化工局局长秘书的戴志强申请调到安阳博物馆工作，当时中国社会科学院在安阳设有考古工作队，主要负责挖掘殷墟。戴志强常到安阳文物工作队查阅考古刊物，并向考古队成员请教，提升自己考古学方面的知识素养。1981年8月，戴志强被任命为河南安阳博物馆副馆长，同年先后在国家级刊物《文物》上发表了《安阳殷墟出土贝化初探》和《漳州军饷银饼年代考》两篇文章。1982年6月底，中国钱币学会成立，戴志强参加了学会的成立大会，并当选为第一届理事会理事。1983年10月，戴志强调河南安阳市文化局任副局长。因为在《文物》上发表的两篇文章，戴志强引起了国家文物局的关注，经过专门了解后，国家文物局决定将其调到北京工作。
1984年10月，戴志强调入中国人民银行印制管理局（既今中国印钞造币总公司），11月任中国钱币学会副秘书长、秘书处副处长。1986年11月，中国钱币学会第二次会员代表大会召开，戴志强接任秘书长、常务理事。1990年5月18日，中国钱币博物馆筹备委员会成立，戴志强兼任委员会副主任。1991年任中国人民银行货币发行司副司长、中国钱币学会学术委员会副主任。1993年，获研究员职称。1994年至2004年任中国钱币博物馆馆长，2004年受聘为中国人民银行参事。

## 社会兼职
1986年，受聘兼任国家文物鉴定委员会委员，1987年兼任国际钱币学委员会委员，1993年兼任国家流通文物专家组成员，1995年兼任国际博物馆协会委员。1998年至2004年间，兼任国际钱币与银行博物馆委员会（ICOMON）理事、执委会委员、亚洲地区主席。2002年，任中国博物馆学会常务理事。2005年，任中国钱币学会副理事长、学术委员会副主任。还曾兼任《中国钱币》杂志主编，中国金融学会常务理事。
戴志强曾在中国人民银行研究生部等高校讲授中国钱币学、货币史，2001年受聘为北京科技大学兼职教授、博士生导师，2003年受聘为中国科技大学兼职教授、博士生导师，2005年受聘为中央民族大学客座教授。

## 著作
据戴志强2006年在《戴志强钱币学文集》前言中称，其从1979年到2004年间先后发表短文160余篇，除早期几篇文章是有关殷商历史和安阳博物馆馆藏甲骨的，其他几乎都和钱币相关；另外，其曾为中国钱币学专著、文集书写过六十余篇序文。
| 著作名称                 | 出版年月   | 出版社         | ISBN          | 备注                             |
| ------------------------ | ---------- | -------------- | ------------- | -------------------------------- |
| 钱币学与冶铸史论丛       | 2002年1月  | 中华书局       | 9787101032598 | 与周卫荣等人合著，属中国钱币丛书 |
| 戴志强钱币学文集         | 2006年1月  | 中华书局       | 9787101048476 | 属中国钱币丛书                   |
| 名家谈鉴定：钱币鉴定     | 2010年6月  | 吉林出版集团   | 9787546302171 | [ 16 ] [ 17 ]                    |
| 天下收藏：古钱币鉴藏     | 2011年8月  | 印刷工业出版社 | 9787514201185 | [ 18 ] [ 19 ]                    |
| 古钱珍赏                 | 2011年10月 | 印刷工业出版社 | 9787514201574 | 套装共4册                        |
| 钱币鉴赏与收藏           | 2013年4月  | 印刷工业出版社 | 9787514208153 | 中国艺术品典藏大系第1辑          |
| 中国古文字導讀：古錢文字 | 2014年4月  | 文物出版社     | 9787501038473 | 与戴越合著                       |

## 备注
1. ↑  当时中国钱币学会秘书处由中国人民银行印制局代管[5]。